# Aliakmon

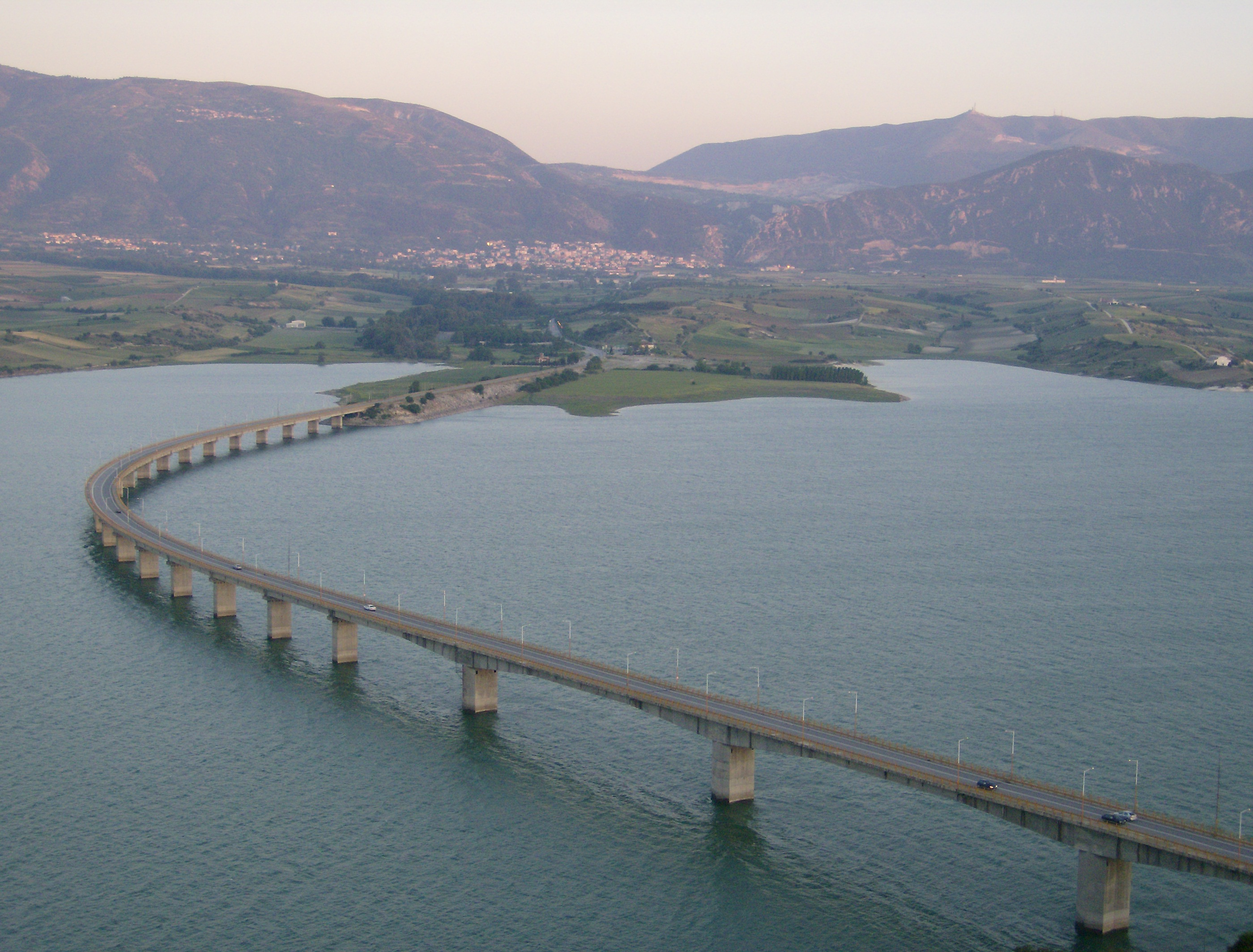
Most na zbiorniku irygacyjnym Aliakmonas

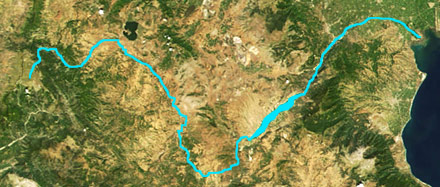
Zdjęcie satelitane z zaznaczoną rzeką Aliakmon

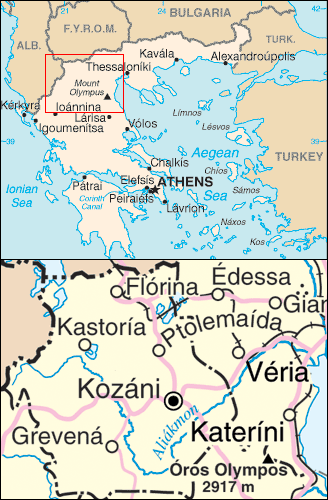
Położenie rzeki Aliakmon

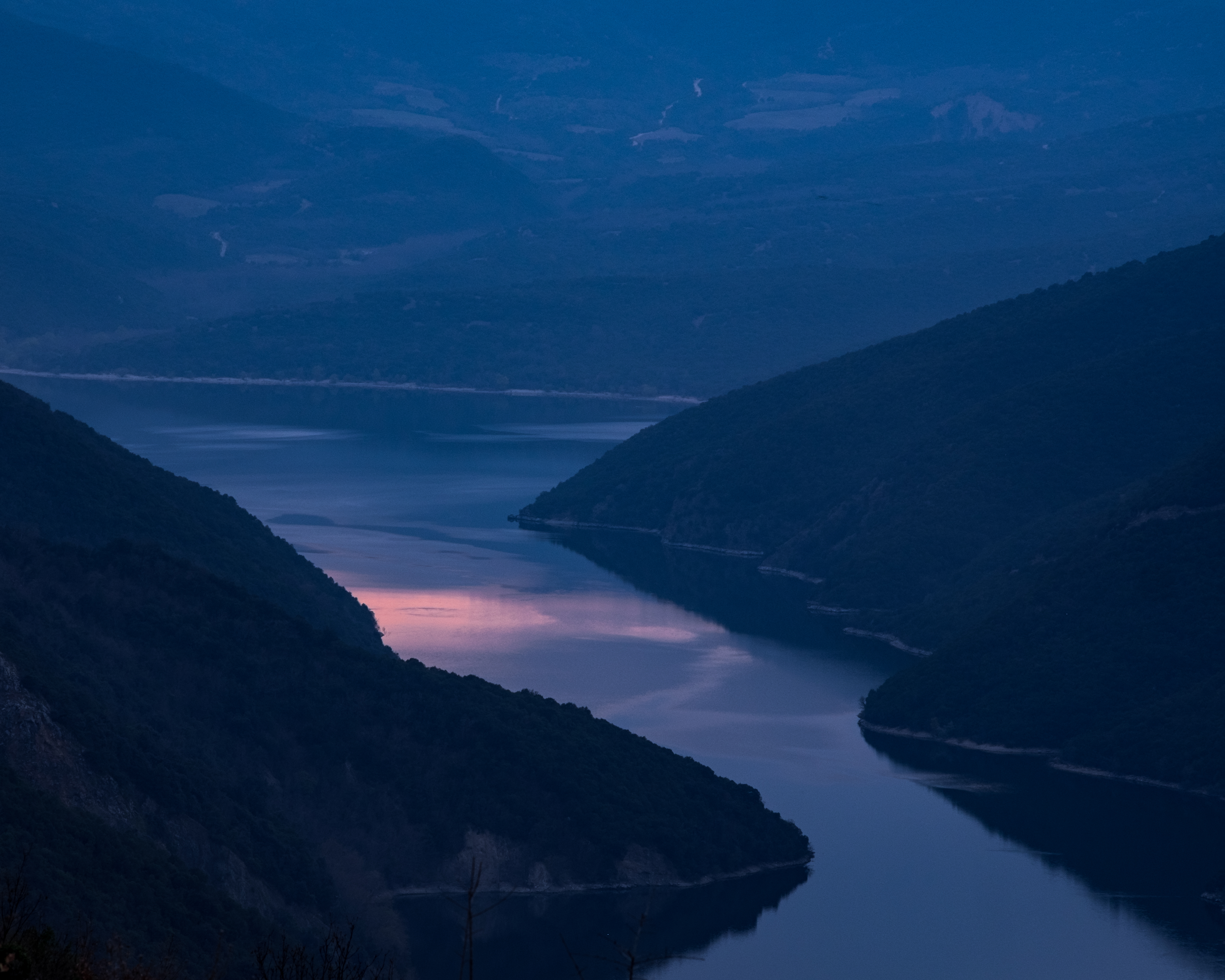

Aliakmon (gr. Αλιάκμονας - Aliakmonas, bułg., mac.: Бистрица, Bistrica) – rzeka w Grecji. 
Źródło w górach Pindos, 297 km długości, ujście w Zatoce Salonickiej, w delcie, stanowiącej wspólny, prawnie chroniony obszar zalewowy z rzekami Wardar (gr. Aksios) i Ludias (gr. Λουδίας ποταμός). Dzięki rozległej sieci irygacyjnej i zbiornikom retencyjnym, wody wszystkich tych rzek są intensywnie wykorzystywane rolniczo. Na rzece Aliakmon zbudowano dwa duże zbiorniki retencyjne: górskie jezioro Aliakmonas i nieco poniżej, zajmujące górską dolinę oraz część równiny (obwałowane) jezioro Sfikia.

## Pochodzenie nazwy
W greckiej mitologii Aliakmon był jednym z rzecznych bogów, synem Okeanosa (του Ωκεανού) oraz Tetydy (της Τηθύος), tytanidy, córki Uranosa i Gai. Ponadto imiona boga (Αλιάκμον) i rzeki (Αλιάκμωνας), zapewne są syntezą starogreckich słów άλς (od θάλασσα - morze) i άκμων (od αμόνι - poszukiwanie, formowanie, kształtowanie).